# Leichtathletik-Weltmeisterschaften 2017/Teilnehmer (Türkei)
| Gelbes Symbol für Goldmedaillen mit stilisierten Olympischen Ringen | Graues Symbol für Silbermedaillen mit stilisierten Olympischen Ringen | Braundes Symbol für Bronzemedaillen mit stilisierten Olympischen Ringen |
| ------------------------------------------------------------------- | --------------------------------------------------------------------- | ----------------------------------------------------------------------- |
| 1                                                                   | 1                                                                     | —                                                                       |

Der türkische Leichtathletikverband nominierte 27 Athleten für die Leichtathletik-Weltmeisterschaften 2017 in London.

## Ergebnisse

### Frauen

#### Laufdisziplinen
| Athletin          | Disziplin        | Vorlauf        | Vorlauf | Halbfinale         | Halbfinale         | Finale             | Finale             |
| Athletin          | Disziplin        | Zeit           | Platz   | Zeit               | Platz              | Zeit               | Platz              |
| ----------------- | ---------------- | -------------- | ------- | ------------------ | ------------------ | ------------------ | ------------------ |
| Meryem Akdağ      | 1500 m           | 4:12,51 min    | 37      | nicht qualifiziert | nicht qualifiziert | nicht qualifiziert | nicht qualifiziert |
| Yasemin Can       | 5000 m           | 15:08,20 min   | 16      |                    |                    | nicht qualifiziert | nicht qualifiziert |
| Yasemin Can       | 10.000 m         |                |         |                    |                    | 31:35,48 min       | 11                 |
| Fadime Suna Çelik | Marathon         |                |         |                    |                    | DNF                | DNF                |
| Özlem Kaya        | 3000 m Hindernis | 9:37,06 min SB | 14      |                    |                    | nicht qualifiziert | nicht qualifiziert |
| Tuğba Güvenç      | 3000 m Hindernis | 10:13,03 min   | 38      |                    |                    | nicht qualifiziert | nicht qualifiziert |

#### Sprung/Wurf
| Athletin      | Disziplin  | Qualifikation | Qualifikation | Finale             | Finale             |
| Athletin      | Disziplin  | Weite         | Platz         | Weite              | Platz              |
| ------------- | ---------- | ------------- | ------------- | ------------------ | ------------------ |
| Kıvılcım Kaya | Hammerwurf | 67,76 m       | 15            | nicht qualifiziert | nicht qualifiziert |
| Eda Tuğsuz    | Speerwurf  | 63,87 m       | 6             | 64,52 m            | 5                  |

### Männer

#### Laufdisziplinen
| Athlet                                                            | Disziplin        | Qualifikation | Qualifikation | Vorlauf     | Vorlauf | Halbfinale | Halbfinale | Finale             | Finale             |
| Athlet                                                            | Disziplin        | Zeit          | Platz         | Zeit        | Platz   | Zeit       | Platz      | Zeit               | Platz              |
| ----------------------------------------------------------------- | ---------------- | ------------- | ------------- | ----------- | ------- | ---------- | ---------- | ------------------ | ------------------ |
| Emre Zafer Barnes                                                 | 100 m            | 10,22 s       | 2             | 10,22 s     | 21      | 10,27 s    | 18         | nicht qualifiziert | nicht qualifiziert |
| Jak Ali Harvey                                                    | 100 m            |               |               | 10,13 s     | 10      | 10,16 s    | 12         | nicht qualifiziert | nicht qualifiziert |
| Ramil Guliyev                                                     | 200 m            |               |               | 20,16 s     | 3       | 20,17 s    | 4          | 20,09 s            | Gold               |
| Polat Kemboi Arıkan                                               | 10.000 m         |               |               |             |         |            |            | DNF                | DNF                |
| Mert Girmalegesse                                                 | Marathon         |               |               |             |         |            |            | 2:17:36 h          | 29                 |
| Kaan Kigen Özbilen                                                | Marathon         |               |               |             |         |            |            | 2:14:29 h SB       | 14                 |
| Yasmani Copello                                                   | 400 m Hürden     |               |               | 49,13 s     | 1       | 48,91 s    | 6          | 48,49 s            | Silber             |
| Tarık Langat Akdağ                                                | 3000 m Hindernis |               |               | 8:53,42 min | 44      |            |            | nicht qualifiziert | nicht qualifiziert |
| Mert Atlı                                                         | 20 km Gehen      |               |               |             |         |            |            | 1:31:26 h          | 58                 |
| Salih Korkmaz                                                     | 20 km Gehen      |               |               |             |         |            |            | DNF                | DNF                |
| Ersin Tacir                                                       | 20 km Gehen      |               |               |             |         |            |            | 1:24:43 h          | 45                 |
| Yiğitcan Hekimoğlu Jak Ali Harvey Emre Zafer Barnes Ramil Guliyev | 4 × 100 m        |               |               | 38,44 s SB  | 7       |            |            | 38,73 s            | 7                  |
| Ahmet Kasap Batuhan Altıntaş Mahsum Korkmaz Yavuz Can             | 4 × 400 m        |               |               | 3:15,45 min | 16      |            |            | nicht qualifiziert | nicht qualifiziert |

#### Sprung/Wurf
| Athlet        | Disziplin  | Qualifikation | Qualifikation | Finale             | Finale             |
| Athlet        | Disziplin  | Weite         | Platz         | Weite              | Platz              |
| ------------- | ---------- | ------------- | ------------- | ------------------ | ------------------ |
| Eşref Apak    | Hammerwurf | 73,55 m       | 16            | nicht qualifiziert | nicht qualifiziert |
| Özkan Baltacı | Hammerwurf | 74,69 m       | 11            | 74,39 m            | 12                 |